# القصور الآشورية
القصور الآشورية هي مجموعة من المنشآت المعمارية (القصور) التي بناها الملوك والحكام الآشوريون في مناطق سيطرة الدولة الآشورية

## قصر أدد نيراري الأول

### تاريخ القصر
بناه أدد نيراري الأول (1305-1274 ق.م) في بداية القرن الثالث عشر قبل الميلاد في آشور، وهو أول قصر آشوري تظهر فيه مميزات القصور الآشورية الخالصة وقد اكتسب شكله الخاص حتى قبل تحقيق الاستقلال عن السيادة الميتانية (مورتكارت 1975: 319).

### مخطط القصر
أقيمت فيه ساحتان كبيرتان ليستا على نفس المحور ومن المحتمل أن يكون المدخل الرئيس للقصر في زاويته الشمالية، وعبر هذا المدخل يتم الوصول إلى الساحة الشمالية والتي ربما كانت بمثابة رحبة استقبال، أما المصاطب على امتداد الجدران فإنها كانت على الأغلب تستخدم بمثابة مقاعد للزائرين.
وعند الطرف الجنوبي الغربي من الساحة الشمالية غرفة مستطيلة فيها موقد، ولهذه الساحة غرفة مستطيلة يتقدمها رواق ذو أعمدة عند جنوبها الغربي والتي كانت غرفة انتظار لغرفة مستطيلة أوسع ذات موقد ومنصة في أحد جوانبها القصيرة. وهناك أيضا غرفة مستطيلة أقيمت عند مفترق الممرات وزودت بمذبح ومنصة.
و لهذا القصر أسوار خارجية غير منتظمة تلتقي بزوايا قائمة، وقسّم المبنى بأكمله حول باحتين: 
- المجموعة الأولى مكونة من أبنية قائمة حول باحة المدخل التي تسمى بابانو (Babanu)
- المجموعة الثانية حول باحة السكنى وتسمى بيتانو (Bitanu)وفيها الغرف المستطيلة العريضة التي من المحتمل أن تكون قاعة العرش (يوسف 1982: 132).

## قصرتوكولتي نينورتا الأول

### تاريخ القصر
بناه الملك الآشوري توكولتي نينورتا الأول (1244 - 1208 ق.م)، في مدينة كار توكولتي نينورتا (تلول العقر) التي يفصل بينها وبين آشور نهر دجلة (مورتكارت 1975: 341).
نشاهد في هذا القصر صوراً حائطية رائعة، واستعمل الطابوق المزجج لإكساء القسم السفلي من جدران القصر (فارس 1980: 76).
أدت التنقيبات التي تمت في هذا القصر إلى الكشف عن صور جدارية نفذت بالجص عثر عليها بشرفة القصر، ولم يستخدم فيها سوى أربعة ألوان هي: الأبيض، والأسود، والأحمر، والأزرق، فقد صور ما اصطلح على تسميته بالشجرة المقدسة، وقد خرج منها فرعان في اتجاهين مختلفين وقد وقف على كل فرع منهما غزالة في وضع متقابل مع الأخرى (توفيق 1987: 367).
وهناك عدد كبير من القطع الفخارية التي تم العثور عليها في قصر هذا الملك، وعلى هذه الكسر صور مرسومة بالألوان: السوداء، والحمراء، والسمراء، على خلفية طينية رقيقة، ويمكن أن يحدد تاريخها بدقة متناهية بعصر توكولتي نينورتا الأول بسبب الموقع الذي وجدت فيه (مورتكارت 1975: 344).

## قصر"اشور- ناسير- ابلي" الثاني

### تاريخ القصر
بناه آ"اشور- ناسير- ابلي" الثاني (883-859 ق.م)، في كالخو (نمرود) في السنة السادسة من حكمه بمساعدة الآراميين الذين جنّدهم ثم انضم إليهم في حفل ديني للاحتفال بإكمال القصر ثم أعادهم إلى بلادهم، وسمي بالقصر الشمالي الغربي.

### مخطط القصر
تم الكشف عن القصر من قبل «هنري ليارد» الذي نشر مخططه غير أن هذا المخطط لا يبين سوى جزء- وان كان هو الجزء المركزي- من هذا القصر، ومن ثم أجرى «ملوان» دراسات عليه بشكل أوسع (مورتكارت 1975: 363-364).
كان القصر مؤلفا من مجموعة من الغرف والقاعات وضعت كل منها بزاوية قائمة حول ساحة مربعة أو مستطيلة.
وقد قسم القصر كله إلى قطاعين رئيسيين: 
- الأول منهما حول الساحة الأمامية أو ساحة المدخل التي تسمى بابانو (Babanu)
- الثاني قلب المبنى كله ويقع حول ساحة داخلية ذات غرف للاستقبال والإقامة وتعرف باسم بيتانو (Bitanu).

كانت غرفة العرش (B) في هذا القصر أوسع الغرف في البناء كله والمركز الحقيقي له، مساحتها 50×10م، ويتم الدخول إليها من الساحة الأمامية الشمالية عبر بابين، أحدهما في نهايتها الغربية والآخر في نهايتها الشرقية، وفي داخل الغرفة منصة واسعة ذات درجتين أمام الجدار الشرقي ربما كانت قاعدة لعرش ملكي (يوسف 1982: 133- 135).
يتميز عن قصر أدد نيراري الأول بشكل الغرفة المنفردة وتجهيزاتها وفي التصميم واستعمال مختلف مباني الفناء التي تؤلف مع بعضها البناء كله، ففي مخطط «ليارد» لا توجد سوى ساحة مركزية هي الساحة (Y) وحول الجوانب الأربعة منها غرف مستطيلة رتبت في شكل صفين بالإضافة إلى الساحة (Y) ساحة أخرى إلى الشمال، وإلى الجنوب من الساحة (Y) ساحة ثالثة هي ساحة (AJ) حيث قسم الإقامة والسكن.
أما الغرفة (F) التي تقع إلى الجنوب من الغرفة (B) لها باب في جدارها الجنوبي يؤدي إلى الساحة الداخلية للقصر، ويرتبط الجانب الغربي من غرفة العرش بمبنى صغير عن طريق سلم يمكن الاستدلال عليه من خلال المقارنة مع قصور آشورية أخرى، حيث تم التأكد من الشبه الكبير بين المخطط الأرضي والمخطط العام للقصر الشمالي الغربي لآشورناصربال الثاني والقصر القائم في حداتو(أرسلان طاش) الذي شيّده الملك توكولتي- ابلي- إشارا الثالث في القرن الثامن ق.م، وسيجري الحديث عنه لاحقا (مورتكارت،1975،364- 367).
أما مداخل القصر وممراته الداخلية فقد زينت بتماثيل كبيرة الحجم لثيران مجنحة أو لأسود مجنحة، ويبلغ ارتفاع هذه الألوان نحو المترين ثم يعلوها تصاوير جدارية بصبغات مائية تمثل مختلف المناظر منها: حربية، أو الصيد بالإضافة للإشكال الهندسية (يوسف 1982: 135).
وأمر اشور- ناسير- ابلي الثاني بتزيين غرفة العرش وجدران القصر بالرسوم والمنحوتات النافرة، والتماثيل التي توضع عند الأبواب، ففي غرفة العرش (B) كانت المداخل والمخارج تحرس من قبل كائنات سحرية مركبة من أسود وثيران وأناس وطيور جارحة كان الهدف منها حماية القصر من الأرواح الشريرة وحراسة الأرواح الصالحة (مورتكارت 1975: 370-371).
وغطت المنحوتات الرخامية النافرة أسفل جدران الغرف، ويضم مركز هذه النحوت التي يبلغ طولها عدة أمتار شجرة في صيغة محورة جدا - والتي تعود في أصلها إلى بلاد سومر القديمة- ، وامتدت الشجرة إلى الأعلى نحو السماء والشمس ولقد صور الملك مرتين من اليمين واليسار وهو يقترب من الشجرة المقدسّة كي يباركها، ويحف بهذا المنظر جنيان ضخمان يحميان شخص الملك (مورتكارت 1975: 374-377). 
وهناك المشهد الذي يضم الأسرى الذين تم تقديمهم إلى الملك الآشوري "اشور- ناسير- ابلي" الثاني، وذلك على اللوحات الجدارية في غرفة العرش، يمثل المشهد موكب من الأعداء المغلوبين يقودهم قائد الجيش الآشوري باتجاه الملك الذي ترجل من عربته الحربية وهو يحمل قوسا وسهاما في إحدى يديه في حين يرفع أول مرافقيه مظلة شمسية فوق رأسه كشارة لرتبته (مورتكارت 1975: 381- 382).
إضافة إلى ذلك هناك لوحات جدارية أخرى من غرفة العرش (B)، ويظهر فيها مشهد لصيد ثيران أو أسود بالعربة، وكذلك المشهد الذي 
يصور الملك «اشور- ناسير- ابلي» الثاني وهو يصب الماء المقدس فوق الحيوانات الهالكة (مورتكارت 1975: 383- 384).
وهناك لوح جداري آخر يظهر مشهدا من معركة كبيرة بين الجنود الآشوريين في العربات وعلى ظهور الخيل وبين جنود المشاة من الأعداء (مورتكارت 1975: 383- 387).
وهناك أسد مجنح ضخم معروض في المتحف البريطاني عثر عليه عند مدخل قصر آشور ناصربال الثاني، وقد جمع هذا الكائن الخرافي بين رأس الإنسان وجسد الأسد وقد توج بالخوذة الإلهية ذات القرون وقد مثله الفنان بخمس أرجل حتى يمكن رؤيته من الأمام ومن الجانب (توفيق 1987: 375).
وعثر على كائن خرافي من الألباستر في هذا القصر ارتفاعه 350سم وهو يجمع بين رأس الإنسان وجسد الثور وجناحي النسر وجسد السمكة وتوج بتاج على هيئة رأس سمكة بدلا من الخوذة ذات القرون (توفيق 1987: 375).
وعثر أيضا على تحفتين فنيتين في هذا القصر، الأولى منهما: عبارة عن رأس سيدة من العاج ارتفاعه 16 سم وقد عثر عليه داخل بئر تابع للقصر يزيد عمقه عن عشرين مترا ويرجع أغلب الظن إلى النصف الثاني من القرن الثامن ق.م ويعرف باسم «الموناليزا». 
أما التحفة الثانية: عبارة عن لوح صغير من العاج ارتفاعه 10.2 سم عثر عليه داخل البئر السابقة الذكر أيضا ويرجع إلى نهاية القرن الثامن ق.م وقد نقش عليه لبؤة تفترس رجلا نوبيا (توفيق 1987: 377- 378).

## قصر إيكال مشرتي

### تاريخ القصر
بناه الملك الآشوري "شولمانو- اشارئد" الثالث (859-824 ق.م) ابن "اشور- ناسير- ابلي" الثاني في كالخو(نمرود)بمساعدة من قائد الجيش، ويوصف هذا القصر بأنه قلعة وقصر وترسانة حربية ومخزن أسلحة مجموعة كلها في بناء واحد (مورتكارت 1975: 385).

### مخطط القصر
في مخطط هذا القصر يمكن التعرف إلى القسم المعروف باسم بابانو (Babanu) في الجهة الشمالية من البناء ومنطقة السكن المعروفة باسم بيتانو (Bitanu)في الجهة الجنوبية من القصر، وتم اكتشاف قاعة ثانية للعرش في الجانب الغربي من الساحة الجنوبية الغربية الكبيرة التي استخدمت لاستعراض الجنود، وزينت الوجوه الخارجية لهذه القاعة بأفاريز مصورة نافرة، القسم الأكبر منها قصصي (يوسف 1982: 135).
ويمكن مقارنة قصر إيكال مشرتي الذي بناه"شولمانو- اشارئد" الثالث مع القصر الشمالي الغربي الذي بناه والده "اشور- ناسير- ابلي" الثاني، حيث أن التأثير الآرامي الذي ادخله «اشور- ناسير- ابلي» الثاني في قصره نجد أن ابنه «شولمانو- اشارئد» الثالث قد تقيد به في قصره.
أما بالنسبة للمنحوتات التي نشاهدها على قاعة العرش فإنها تصف أحداثا مهمة من ثلاث حملات عسكرية منفصلة قام بها «شولمانو- اشارئد» الثالث، تحمل الجهة الأمامية مشهدا لأعظم انتصار سياسي حققه «شولمانو- اشارئد» الثالث ذلك أن هذا الملك الذي يقف بكامل عدته الحربية وبزته الرسمية كملك لبلاد آشور يرى وهو يلتقي مع مردوك زاكر شومي ملك بابل ومد كل من الاثنين يده إلى الآخر ليؤكدا على معاهدة الصداقة على أغلب الظن.
حيث انه من المعروف في الوثائق التاريخية أن «شولمانو- اشارئد» الثالث قد سار بجيشه إلى بابل سنة 851 ق.م لكي يحمي مردوك زاكر شومي من أخيه مردوك بل اوساتي.
وتصور المنحوتات النافرة الأخرى سياسة «شولمانو- اشارئد» الثالث العسكرية في الشرق الأدنى إضافة إلى مشاهد دفع الجزية (مورتكارت 1975: 392).

## قصر تل برسيب
يقع هذا القصر في تل برسيب (تل أحمر)على بعد 20 كم جنوب مدينة جرابلس في القسم الشمالي من بلاد ما بين النهرين العليا في سوريا. وأعيد بناؤه بشكل متواصل من عهد «شولمانو- اشارئد» الثالث في القرن التاسع قبل الميلاد إلى عهد "اشور- باني- ابلي" في القرن السابع قبل الميلاد 
نقب فيه«تورو دانكن» «وموريس دونان» «وكارفو» «ودوسان»، وتكمن أهمية هذا القصر برسوماته الجدارية (مورتكارت 1975: 395- 396).
تم الكشف عن كمية هائلة من الرسوم الجدارية يصل طولها إلى 400 قدم من الجداريات الملونة (محسن، والخطاط 1987: 202).
ويبين أكبر تركيب من قصر تل بارسيب في الغرفة الثامنة والأربعين، والذي يبلغ طوله أكثر من سبعين قدماً من الرسم الجداري الملون، الملك الآشوري جالسا على عرشه وهو يمسك بصولجان الحكم الطويل، ويصغي إلى مجموعة من دافعي الجزية وقد اكّب رئيسهم على وجهه بين قدمي الملك ووقف خلفه عدد من كبار موظفي القصر (محسن، والخطاط 1987: 204). 
وهناك صور جدارية من هذا القصر يظهر فيها مخلوق أسطوري مجنح يخطو إلى الأمام وقد أطبقت يداه على عنق ثور ربما كان يقوده للتضحية، وثور مجنح برأس آدمي وخلفه رجل يمسك زهرة لوتس في يده اليمنى. 
وكذلك المنظر الذي كان طوله أكثر من عشرين مترا من الغرفة الرابعة والعشرين وقد مثل الملك جالسا على عرشه وقد امسك بصولجان طويل وخلفه خادمه الذي رفع يده إلى أعلى مشيرا إلى زوار الملك بالاقتراب (توفيق 1987: 368).
ومن المحتمل أن يكون شمشي ايلو 780- 752 ق.م، القائد العظيم الذي كان يدير شؤون الإمبراطورية بشكل فعلي في عهد ثلاثة من الملوك الضعفاء هم: «شولمانو- اشارئد» الرابع 781- 772 ق.م، و«اشور دان» الثالث 771- 754 ق.م، و«اشور نيراري» الخامس 753- 746 ق.م هو الذي اظهر نفسه على العرش مكان سيده، وهناك من يقول أنها تعود إلى عصر"توكولتي- ابيل- إشارا" الثالث وهو الذي يظهر في النحت (مورتكارت 1975: 393- 396).

## قَصْـِر الـ‘حَ‘ـآإأڪم

### تاريخ القصر
يقع هذا القصر وسط القسم الجنوبي من مدينة كالخو(نمرود) ويرجع تاريخه من نهاية القرن الثامن قبل الميلاد إلى بداية القرن السابع قبل الميلاد من المحتمل أن «ادد نيراري» الثالث (810-782 ق.م) هو من قام ببناء هذا القصر.

### مخطط القصر
في هذا القصر فناء واسع، وفي شماله قاعة كبيرة طويلة، ومثلها في الجنوب، ويحيط بالفناء وبجوانب القاعتين الطويلتين من الشرق والغرب غرف صغيرة عديدة، ويعتقد أن هناك فناء آخر يتصل بالقسم الجنوبي من القصر. 
ولقد شيدت جدران هذا القصر من اللبن ما عدا بعض الأسس في القسم الجنوبي فإنها مبنية من الآجر، وكانت أكثر جدران القاعات في القسم الجنوبي من القصر مغطاة من الأسفل بطبقة من القير إلى ارتفاع 65 سم عن سطح الأرض، وفرشت أرضية أكثر الغرف بالآجر.
وكانت أكثر قاعات القصر الكبيرة مزينة بتصاوير جدارية مصبوغة بألوان جميلة تمثل أشكالا هندسية وحلقات حلزونية وزهرات وغالبا ما كانت تحدد النقوش من أعلى ومن أسفل بحاشية عريضة من الخطوط الأفقية (يوسف 1982: 136).

## قصرحداتو(أرسلان طاش)

### موقع وتاريخ القصر
يقع قصر حداتو (ارسلان طاش) في شمال شرق سوريا في الجزيرة العليا جنوب مدينة عين العرب ب 7 كم على الطريق التجارية القديمة بين حران وتل احمر، بارسيب بناه الملك الآشوري تجلات بلاسر الثالث 745- 727 ق.م.

### مخطط القصر
يشبه القصر الشمالي الغربي لآشورناصربال الثاني في نمرود من حيث المخطط الأرضي والترتيب العام للقصر، وقد لفت إلى البساطة والوضوح في هذا القصر «تورو دانجان» في كتابه عن قصر أرسلان طاش وقد فسّر وظيفة غرفه المنفردة، على أنها غرف للنوم وغرف للحمام وسلم للصعود إلى السطح (مورتكارت 1975: 367- 368).
واقام في هذا القصر تماثيل عند الأبواب، والواحا جدارية نافرة كانت كلها من الأسلوب المحلي (أي الأسلوب الارامي الحثي الذي طغت عليه الصفة الاشورية)، بل إنه أمر بان تكتب على الأسود التي على الباب مدوناته بالخط المسماري ونلاحظ أنّ هذا الأسلوب كان له تاثيره على قصره المركزي في مدينة كالح (نمرود) (مورتكارت 1975: 399).

## القصر المركزي

### تاريخ القصر
بناه الملك تجلات بلاسر الثالث 745- 727 ق.م في مدينة كالخ (نمرود) وسمي بالقصر المركزي، واقيم على الاكروبوليس. 
ونجد أن نحاتي تجّلات بلاّسر الثالث، كانوا يحاولون عمل تقرير واقعي مصور، وأنهم لم يكونوا يريدون عرض المظهر الأسطوري للملكية وإنما تاريخ أعمال ملكهم البطولية واحتاجوا للواقعية لفعل ذلك، لذلك ادخلوا المناظر البرية. وربما ليست مصادفة أن لا نجد صورة واحدة يرقى تاريخها إلى عهد تجلات بلاسر الثالث تحوي شجرة الحياة والجن، وأصبحنا نشاهد الصور الفردية للإنسان مع الحيوان، ومشهد كاتبين احدهما آشوري والآخر آرامي يعدان الغنائم (مورتكارت 1975: 400).

## قصر سرجون الثاني

### تاريخ القصر
يقع هذا القصر في خورسباد (دور شروكين) على بعد 15كم شمال شرق نينوى بناه الملك الآشوري سرجون الثاني (722-705 ق.م) في القرن الثامن ق.م.

### مخطط القصر
هو قصر واسع يحتوي على 200غرفة و30 ساحة، وهو عبارة عن مركز عسكري كانت تخزن فيه الغنائم الكثيرة التي يتم الحصول عليها أثناء الحملات العسكرية الظافرة، وفي هذا القصر جزء نافر خارج سور المدينة وقد أحاط سرجون قصره بسور يفصله عن المدينة، وجعل لهذا السور بابين احدهما وسط الضلع الشرقي والآخر وسط الضلع الغربي 
وزين الأبواب، والمداخل، والقاعات بالثيران المجنحة، وألواح المنحوتات الحجرية الكبيرة ذات المشاهد والكتابات المسمارية، وقدّر طول هذه المنحوتات لو وضعت الواحدة جنباً إلى جنب زهاء الميل ونصف الميل، وعثر في مداخل القصر على آلات وأدوات حربية من الحديد يقدّر وزنها ب 200 طن (يوسف 1982: 140- 141).
يشرف القصر بشكل تام على المدينة وذلك لبنائه على رصيف اصطناعي بارتفاع 14م، وقد شيّد القصر من الطوب وبلّط بقطع كبيرة من الحجر تزن 14 طنا، وفي عمارة هذا القصر نشاهد الأقواس التي ممكن اعتبارها تأثيرات جاءت من جنوب وادي الرافدين.
ولقد احتوى القصر على ثلاث معابد على شكل زقورات، وقد شيّدت هذه الزقورات عادة من سبعة طوابق، وعلى جانبي المدخل الرئيسي للقصر وضع نصبين ضخمين للثور المجنح يحرسان بوابات القصر، وقد وضعت عادة أزواجاً منها في مداخل البوابات وكأنها خارجة لاستقبال القادمين (فارس 1980: 76-77).
ومن خلال الحفريات التي أجريت في قصر سرجون عثر على بقايا لأرصفة الأجزاء السفلى لجدران القصر المكونة من بلاطات مختلفة الألوان، والرسومات (فارس 1980: 77).
وقد وجد في هذا القصر سرايا تتألف من أبهاء عدة للاستقبال، ومساكن للأمير وحاشيته، ومن الحرم أو مساكن النساء وأولادهن، ومن الخان حيث يقطن العبيد وحيث المطابخ، والإسطبلات، ومساكن الخدم.
أما السرايا تشتمل على عشر باحات وأكثر من ستين مكانا مزيناً بالنقوش الحجرية وتتصل باحة السرايا الكبيرة ومساحتها 976م بالقصر بواسطة ثمانية أبواب وغالبا ما حملت هذه الفتحات اسودا أو ثيرانا تستند عليها أطراف العقد، ومساحة الحرم 8800 م2 وتؤلف مجموعة أبنية لا تتصل بباقي القصر إلا ببابين وفي داخل الحرم باحات، ومساكن منفصلة، ومنفردة للنساء، وتم العثور على عمود خشبي كسي بطبقة من البرونز، وتم التعرف إلى بيت المال (Bit-kutllai)، وسقيفات غير معقودة أعدت لصنع الخمر ومستودع الأدوات المنزلية، وسلاح الصيد والحرب، وفي الإسطبلات ثبتت في الجدران حلقات حديدية لربط الجياد والجمال، وتم الكشف عن غرف صغيرة كثيرة العدد للخدم والعبيد (بابلون 1987: 59).
وقد وجد ستة وعشرين زوجا من الثيران المجنحة أمام مدخل قصر سرجون الثاني والنصوص الآشورية تطلق عليه اسم (الكروبين) أو الشدى (الجني) (بابلون 1987: 75) ونبشت من بين أطلال قصر سرجون أدوات من الحديد والبرونز : كلابات، حلقات، سلاسل، معاول، ومطارق، وأسلحة، وبقايا عربات، وعدّة من جميع الأنواع (بابلون 1987: 100).
أما بوابة قصر سرجون فإنها مزينة بزوج من الثيران المجنحة (لويد 1988: 208) وقد عثر على مشهد للقنص في قصر سرجون الثاني (لويد 1988: 217) من أمثلة الكائنات الأسطورية ثورا مجنحا ارتفاعه يقارب خمسة أمتار، وهو برأس إنسان يرتدي تاج ذو قرون وجسد ثور وجناح نسر (توفيق 1987: 376).

## القصر الجنوبي الغربي

### تاريخ القصر
بناه سنحاريب (705-681 ق.م) ابن سرجون الثاني في حوالي سنة 701 ق.م في المنطقة الجنوبية من تل قوينجق والذي وصفه بأنه «القصر الذي لا يضاهى»، وسمي بالقصر الجنوبي الغربي.

### مخطط القصر
نقب فيه "ليارد" في بعثتين فقط (1845-1847 م) و (1849-1851م)، ولم تقّدم الاكتشافات التالية التي قام بها كل من "روس" و"هرمز"، و"كنج "، وكامبل تومبسون" سوى معلومات إضافية وتعديلات (مورتكارت 1975: 414). 
كان ترتيب الغرف في قصر سنحاريب حول الساحات ويختلف بذلك عن باقي القصور الآشورية حيث أصبح بالإمكان الدخول إليها ليس من مجرد باب واحد، وإنما من عدة جوانب، وهذا ينطبق على الساحات والممرات، ولم يكن لقصر سنحاريب واجهة واحدة بل ثلاث واجهات: الشمال والجنوب والشرق، وزودت هذه الواجهات بثلاثة أبواب واسعة ذات أبراج، وتماثيل، وحيوانات حجرية تحف بالأبواب، وتؤدي هذه الأبواب إلى غرف مستطيلة واسعة (يوسف 1982: 125).
ومع ذلك ليس هناك ما يشير إلى أن هذه الفسحة كانت أكثر من صالة مدخل، ومن الغرفة الخاصة في مؤخرة المدخل الشمالي يمكن الوصول إلى الساحة السادسة، وبطريقة غير مباشرة إلى الساحة الرابعة عشرة، التي كانت تؤلف قلب البناء كله لأنها محاطة بأهم مجموعة من الغرف وهناك مجموعة (من اثنتين إلى خمس) من الغرف الصغيرة أشركت في بناء واحد فيه جداران طويلان مزودان بثلاثة أبواب وأبراج، وتماثيل حيوانات تحف بالأبواب (مورتكارت 1975: 414- 415).
ونجد أن المخطط الأرضي لهذا القصر يشبه المخطط الأرضي لمبنى إيكال مشرتي الذي أقامه شلمناصر الثالث في كالخ وفي القصر (F) الصغير الذي أقامه سرجون.
ونجد خارج الساحتين السادسة والتاسعة عشرة من هذا القصر أربعاً من الأبنية تسير على هذا النهج (مورتكارت 1975: 415).
وفي هذا القصر منحوتات جدارية نافرة تبين مشاهد الحرب والقتال والانتصار والصيد حيث نجد نحتا في غرفة المنحدر رقم 51، يظهر فيه موكباً لأناس عائدين إلى أهلهم من رحلة الصيد وهم لايقودون خيول الملك فحسب وإنما يحملون معهم غنائم الصيد للوليمة (مورتكارت 1975: 417). 
وعندما تسلم الحكم آشوربانيبال أمر بزخرفة القصر الجنوبي الغربي، ومنها مشهد انتصاره على تيومان والجيش العيلامي عام 653 ق.م، ذلك المشهد الموجود في الغرفة الثالثة والثلاثين (مورتكارت 1975: 426).

## قصر آشوربانيبال

### تاريخ القصر
بناه الملك الآشوري آشوربانيبال 668- 627 ق.م في قوينجق (مورتكارت 1975: 416).

### مخطط القصر
وفي التخطيط الجزئي لهذا القصر نستطيع أن نجد غرفة كبيرة طويلة مستطيلة في الجهة الغربية تدعى الصالة الكبرى (و)، والتي هي من المحتمل ساحة، ويمكن الوصول إليها عبر ثلاثة أبواب كما في قصر سنحاريب الجنوبي الغربي، غير أن الغرفة المستطيلة (م) والتي تعرف باسم الغرفة البابلية لم تكن غرفة عرش، حيث أنه منذ عهد سنحاريب وصاعداً لم يعد قلب القصر الآشوري ممثلا في غرفة يدخلها الملك كما هو الحال في عهد آشورناصربال الثاني في صفة مقدس (غرفة العرش)، ولم نعد نجد المنحوتات الجدارية الكبرى المزينة بشجرة الحياة والجن، وانتقل النحت على الجدران من المنحوتات الأسطورية التي هيمنت بشدة على قصر آشور ناصربال الثاني الشمالي الغربي إلى المنحوتات البطولية للملك والأعمال التاريخية في عهد اشوربانيبال، ونستطيع أن نلاحظ انه من خلال الغرف التي يمكن الدخول إليها من كل الجوانب والأبواب، والممرات، والمنحدرات، والساحات، والمنحوتات الجدارية التي تضم الحوليات المصورة، كل ذلك لم يستعمل إلا لإظهار انجازات الملك التاريخية (مورتكارت 1975: 416- 426).

## السمات العامة للقصور الآشورية

### وظيفة القصر الآشوري
لم يكن القصر الآشوري مبنى ضخم، ومميز بموقعه وأسلوب عمارته وزخرفته وبكونه مسكنا للملك وأسرته فحسب، بل كان يشكّل المركز الاقتصادي والإداري للمجتمع عامة أي أنه كان بالدرجة الأولى مكانا واسعا يضم المؤسسات الاقتصادية والإدارية التي تنظم شؤون البلاد، وكانت واردات ميزانية الدولة وصادراتها تعد وتحدد كأموال للقصر الملكي، ويعد الحاكم بصفته المدير وملك بلاد آشور مسئولا عن ميزانية القصر وتتضح وظيفة القصر كمؤسسة إدارية وكان هناك حرص على إقامة قصور في المراكز الإدارية الكبرى ضمن المملكة، وكانت قصور المقاطعات هذه مراكز إدارية، وفي الوقت نفسه رمزا للسيادة الآشورية.
ضمت مباني القصور الضخمة المقر الرسمي الملكي وقاعات للملك وأفراد أسرته وقاعات للاستقبال الرسمي وزوايا دينية للآلهة المختلفة، وكذلك قاعات للأعمال الوظيفية المختلفة، ومحال للأعمال الحرفية، ومطابخ، ومخازن، وحظائر، وكان يعيش في القصر إلى جانب الملك نساء الملك وأبناؤه وإخوته وأعمامه وحفدته وأتباعه وخدم القصر، وكان هناك مدير للقصر يتولى الإشراف على الإجراءات الإدارية فيه ويخضع له موظفو القصر.
والى جانب القصر المركزي كان هناك عدد من القصور الأخرى في المدن الرئيسية الكبرى. 
وامتلك ولي العهد وكذلك زوجات الملوك القويات خلال العصر الآشوري الحديث قصورا خاصة يعمل فيه موظفون خاصون (كيرشباوم 2008: 107- 108).

## نظام عمارة القصور الآشورية
عثر في قصور الآشوريين على نظام الأقواس والأطواق الأمر الذي أثار تساؤلات حول أصول هذه الأطواق والأقواس لذلك لابد أن نشير إلى الأكواخ التي شيدها الأقدمون في بلاد ما بين النهرين حيث عثر في المقابر الملكية في أور والتي يعود تاريخها إلى النصف الأول من الألف الثالث قبل الميلاد على أقواس وأغطية بأشكال مختلفة على شكل قبب ولكن بمقاييس أصغر وكل هذه الميزات جاءت من عمارة جنوب وادي الرافدين إلى الآشوريين وأصبحت خاصية من خواص العمارة للقصور الآشورية ولكنها أكبر حجما، وبهذا الشكل ظهر تطور القوس والطوق في عمارة وادي الرافدين قبل أن تعرفه مصر سابقا، واستعمل الآشوريون البلاط لإكساء الجدران الداخلية للقصور (فارس 1980: 78- 79).
واحتوت قصور الآشوريين على كميات هائلة من العاج المنقوش في أغراض كثيرة، كانت هذه القطع تثبت في الأثاث أو تزين بها عروش الملوك أو يقتصر صنعها على عمل العلب والتماثيل والأمشاط (فارس 1980: 81). 
ويضم عددا من القصور الملكية الفخمة، والتي تعد من بين الإنجازات المعمارية الشهيرة في كل الأزمان، جدران زينت من الداخل بعشرات الأمتار من المنحوتات البارزة والرسوم الجدارية الجميلة التي تحكي قصصا من بطولات الملوك الحربية وكان الغرض منها هو أن تظهر لزوار القصر الأجانب سلطة الملك المفرطة وحصانته القوية (محسن، والخطاط 1987: 190).
وقد استخدم الآشوريين فن النحت البارز بمثابة السجل الأمين والواقعي للتاريخ الآشوري الحربي المليء بالمعارك الطاحنة، ذلك أن معظم جدران قاعات وساحات القصور الآشورية الفخمة كانت تغلف من الداخل بألواح حجرية تحمل قصصا وبأسلوب متسلسل لأحداث المعارك الناجحة وحملات الصيد العنيفة التي أنجزها هؤلاء الملوك. 
والنموذج الآخر للنحت عند الآشوريين هو الكائنات الأسطورية، وهي مخلوقات مركبة من أشكال بشرية وحيوانية، وكان للخيال الأسطوري والدراما الدينية دور كبير في ابتداع أشكالها، وأشهرها الثيران المجنحة الهائلة الحجم ذات الرؤوس البشرية المتوجة بتيجان آلهة ذات قرون، واستخدمت بمثابة الحارس لمداخل القصور. 
إضافة إلى الكائنات البشرية المجنحة، كان بعضها له رأس يشبه رأس النسر، وتظهر في بوابات القصور وهي تمسك برشاش من كوز الصنوبر كي تطهر أولئك الذين كان يسمح لهم بالدخول إلى داخل القصر، إضافة إلى الألواح الحجرية وهي عبارة عن شرائح من الحجر ذات أشكال منتظمة يتراوح ارتفاعها بين 2-3م وقد غلفت بها جدران قاعات القصور الآشورية من الداخل (محسن، والخطاط 1987: 196-198).
واستخدم الآشوريين البرونز في عمل مشاهد النحت البارز والتماثيل المجسمة ففي النحت البارز تشكل قطع البرونز بشكل شرائح رقيقة تخطط عليها أشكال المشهد أولا بأداة حادة ومن ثم تطرق من الخلف بمطرقة خاصة فتبدو أشكال مشاهدها واضحة وبارزة عن أرضياتها وقد استخدمت لتغليف أبواب القصور بعد تثبيتها عليها بمسامير خاصة (محسن، والخطاط 1987: 205). 
وكان القصر الآشوري على غرار البيوت العربية يتسع مسطحا وينخفض ارتفاعا ومن النادر أن نجد طابق ثاني على الرغم من وجوده أحيانا، يتألف من عميدات متوازية منفصلة تحمل سقفا، وكانت العميدات مصنوعة من الخشب، ونادرا من الحجر أو الآجر (بابلون 1987: 56).

## مقالات ذات صلة
ملوك آشور